# 工程設計
工程設計（こうていせっけい）とはモノの作り方を設計する作業のことである。主に大量生産を行う製造業で行われるが、最近ではサービス業や建設業でも行われるようになった。

## 概要
工程設計は、モノの作り方の設計書である工程設計書により、モノを作るのに必要な手順、材料、設備、時間、人員数を定める。つまり、工程設計により投資額や原価、利益率がほぼ決定されることになり、製造業ではきわめて重要な作業である。
工程設計を行うと、アウトプットの数値として工数が得られるが、工程設計の目的は工数を計算することではない。工程設計の目的は、コストと設計と投資の関係を方程式化することである。つまり、工程設計書を作成すること自体が、その目的である。また、たとえ前提条件が同じでも、工程設計書はそれを作成する技術者の習熟度や知識、さらに対象とする工場の作業者の生産性によって大きく変わる。

## 歴史
工数と言う概念を最初に採用したのはヘンリー・フォードだとされている。項目フォード・モデルTを参照。

## 工程設計の例
表1はある製品のある工程の作業時間を見積もったものである。作業見積りでは、図面から簡単に得られる数値を元に作業時間を見積もる。図面から簡単に得られる数値とは、部品の数、重量、寸法といった数値である。作業見積りでは、これらの数値が並べられ、それに対応するように作業時間が積み上げられる。そのため、作業見積りでは図面が決まってしまえばそれ以上その中の数字は変化しない。原価目標から工数は10分以下に設定されているとすると、この作業時間ではNGである。
表2は表1と同じ製品の工程設計の例である。工程設計では想定される作業の順番通りに項目が並べられる。工程設計を見ると同じような作業が2回繰り返されていることがわかる。そこで部品Aと部品Bを同時に取り付けられるように治具を改造したとする。
表3は表1、表2と同じ製品の工程設計の例である。治具を改造し、部品Aと部品Bを同時に取り付けられるようにした。
治具のセットとリセットが一回ずつ減り、工数が減った。しかし目標とする10分以下には達しない。そこで、作業場のレイアウトを見直し、部品Aと部品Bを同時に持てるように変更した。
表4は表1、表2、表3と同じ製品の工程設計の例である。作業場のレイアウトを見直し、部品Aと部品Bを同時に持てるように変更すると、右手と左で同時に作業が可能になったので部品をセットする時間が短縮された。その結果、この工程の工数は9.5分となり目標の原価の達成が可能になった。この工程設計を行った生産技術者は、この工程設計書を提出するとともに治具の改造とレイアウトの変更の手配を行うことが必要になる。